# باريتو (لاعب كرة قدم)
باريتو (بالبرتغالية: Gustavo Bonatto Barreto) هو لاعب كرة قدم برازيلي في مركز الوسط، ولد في 10 ديسمبر 1995 في Nova Prata ‏ في البرازيل. لعب مع نادي كريسيوما.

## وصلات خارجية
- باريتو (لاعب كرة قدم) على موقع قاعدة بيانات كرة القدم.إي يو (الإنجليزية)
- باريتو (لاعب كرة قدم) على موقع Soccerway.com (الإنجليزية)
- باريتو (لاعب كرة قدم) على موقع عالم كرة القدم.نت (الإنجليزية)